# Porto Seguro
Porto Seguro è una città del Brasile nello Stato di Bahia, parte della mesoregione del Sul Baiano e della microregione di Porto Seguro, a circa 700 km dalla capitale dello Stato, Salvador.
È una rinomata località turistica nota per le sue spiagge e l'architettura coloniale.

## Geografia
La città è attraversata dal Rio Buranhém, a sud, 60 km circa, si trova il Monte Pascoal.
Il clima è caratterizzato da estati molto calde, con picchi di circa 42 gradi, mentre in inverno le temperature oscillano tra i 25 e i 15 gradi.

## Storia
Porto Seguro si trova nella regione che è stata ufficialmente la prima a essere raggiunta dai navigatori portoghesi in quello che oggi è il territorio brasiliano. Il 22 aprile 1500, il navigatore Pedro Álvares Cabral avvistò la terraferma dopo aver lasciato la costa africana un mese prima. Il luogo individuato era il Monte Pascoal, 62 chilometri a sud di Porto Seguro. Il giorno seguente, i portoghesi sbarcarono per la prima volta sulla terraferma, in un punto la cui esatta ubicazione è ancora oggetto di dibattito tra gli storici.
Il 24 aprile la spedizione gettò l'ancora in quella che oggi è Porto Seguro. Nel 1504 Gonçalo Coelho vi costruì un forte. Nel 1530, quando il commercio con le Indie Orientali si indebolì, il Portogallo si interessò alle terre appena scoperte ed iniziò ad esplorare l'entroterra forte anche della ratifica del trattato di Tordesillas. In epoca coloniale, Porto Seguro era chiamata Nhoesembé.
La pietra miliare, proveniente dal Portogallo tra il 1503 e il 1526, simboleggia il potere della corona portoghese, utilizzato per delimitare le proprie terre. Su un lato è scolpita la croce dell'Ordine dell'Avis e sull'altro lo stemma del Portogallo.
Nel XVII secolo il forte costruito da Gonçalo Coelho fu rinforzato.

## Monumenti e luoghi d'interesse
- Chiesa Madre di Nossa Senhora da Pena, costruita nel 1535
- Paço Municipal (municipio e carcere), risalente al XVIII secolo
- Chiesa della Misericordia
- Chiesa di San Benedetto
- Rovine del collegio dei Gesuiti

## Cultura

### Istruzione

#### Musei
- Museo della Città

## Economia

### Turismo
L'attuale Porto Seguro è una delle mete turistiche più ambite del Brasile.
Porto Seguro è infatti una meta turistica di molti europei e americani, ed offre svariati divertimenti sul lungomare, tra cui la Passarela do Alcool, ossia il Passaggio dell'Alcool, cioè una camminata tra vari chioschi che offrono misture di cocktail alcolici soprattutto alla frutta.
La Passarela do Alcool è una via pedonale, dove si concentra movimento serale della città in quanto vi sono locali, ristoranti, bar, pizzerie, negozi e dove si trovano anche piccoli ritrovi dell'artigianato locale.
Cosa che fa divenire molto ambita questa città sono i prezzi alquanto contenuti per il pernottamento sia nelle pousadas (piccoli bed and breakfast) che negli alberghi, la possibilità di raggiungerla attraverso un aeroporto. Si possono vedere anche spettacoli di Capoeira.
La mescolanza di storia e tempi moderni è palese tanto è vero che nella vicina Arraial d'Ajuda pochi anni fa, nasceva la lambada, ballo che l'ha resa famosa nel mondo intero.
Nelle vicinanze di Porto Seguro esistono spiagge bianche dai fondali marini con colori magnifici, mete sia turistiche che meno, tra le quali:
- Arraial d'Ajuda
- Trancoso
- Santa Cruz Cabrália

Da Porto Seguro, ma anche da Coroa Vermelha, inoltre è possibile fare escursioni in barca fino all'isola dei coralli, per poi raggiungere le oasi naturali (piscine calde all'interno dell'Oceano) di Coroa Alta e di Recife de Fora.

## Infrastrutture e trasporti
La principale via d'accesso alla città è la BR-367.
La città è servita da un aeroporto internazionale che dista dal centro circa 3 km, e con il quale si collega a tutte le grandi città del Brasile; vi sono collegamenti con autobus di linea e privati anche multipiano.

## Galleria d'immagini

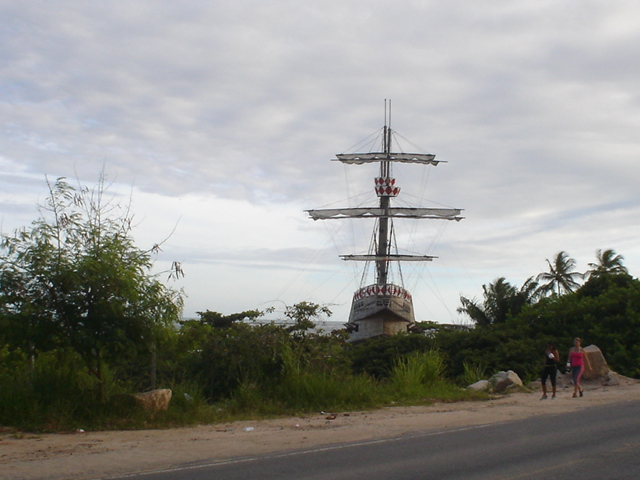
La Caravella di Cabral
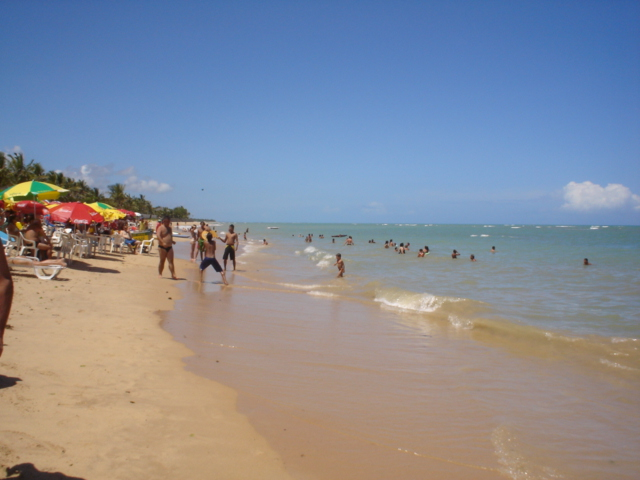
Arraial d'Ajuda
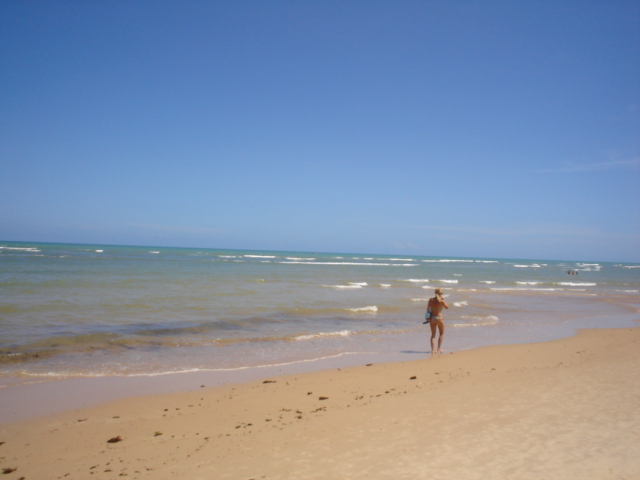
Arraial d'Ajuda
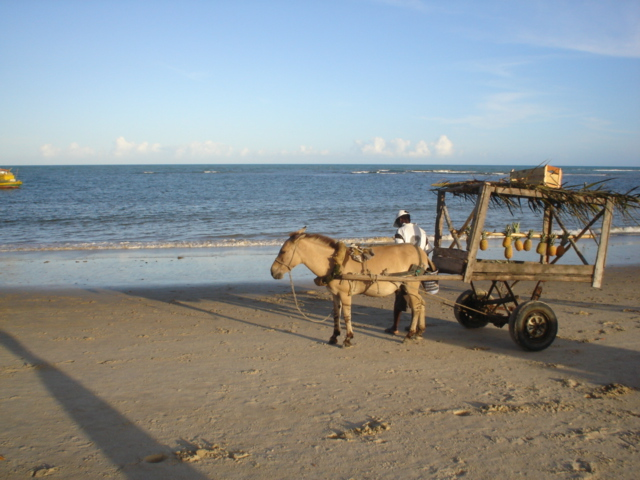
Trancoso
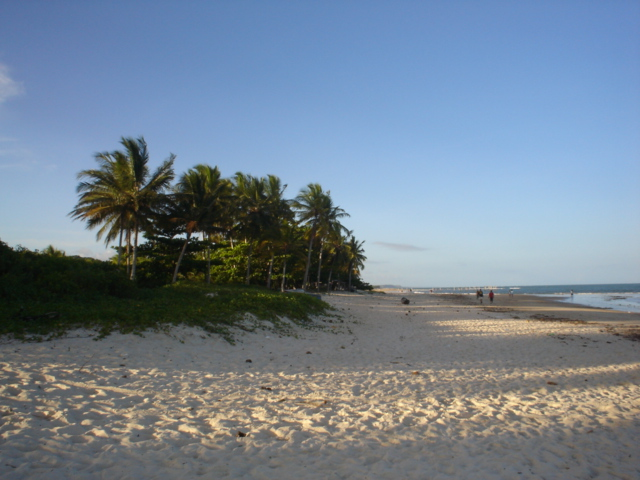
Trancoso
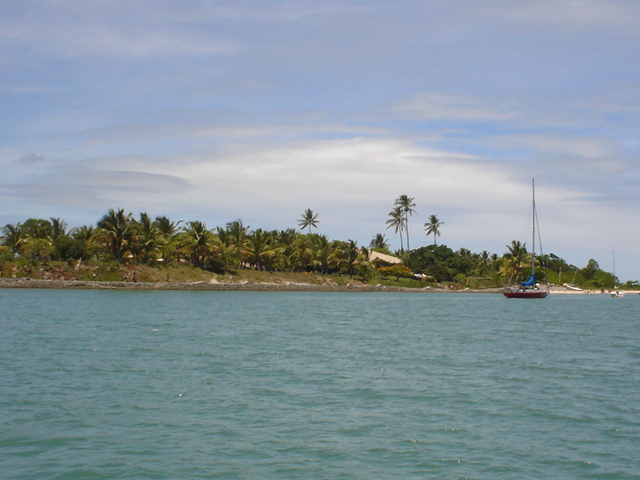
Isola dei coralli